# Korpisaari (ö i Finland, Norra Karelen, Joensuu, lat 62,70, long 31,30)
Korpisaari är en ö i Finland. Den ligger i sjön Sysmä och i kommunen Ilomants i den ekonomiska regionen  Joensuu ekonomiska region  och landskapet Norra Karelen, i den sydöstra delen av landet, 400 km nordost om huvudstaden Helsingfors. Öns area är 4,4 hektar och dess största längd är 0,6 kilometer i sydöst-nordvästlig riktning.